# Harmil
Harmil – niezamieszkała wyspa leżąca w południowej części Morza Czerwonego na północ od archipelagu Wysp Dahlak. Należy do Erytrei.